# Reformierte Kirche Leutwil

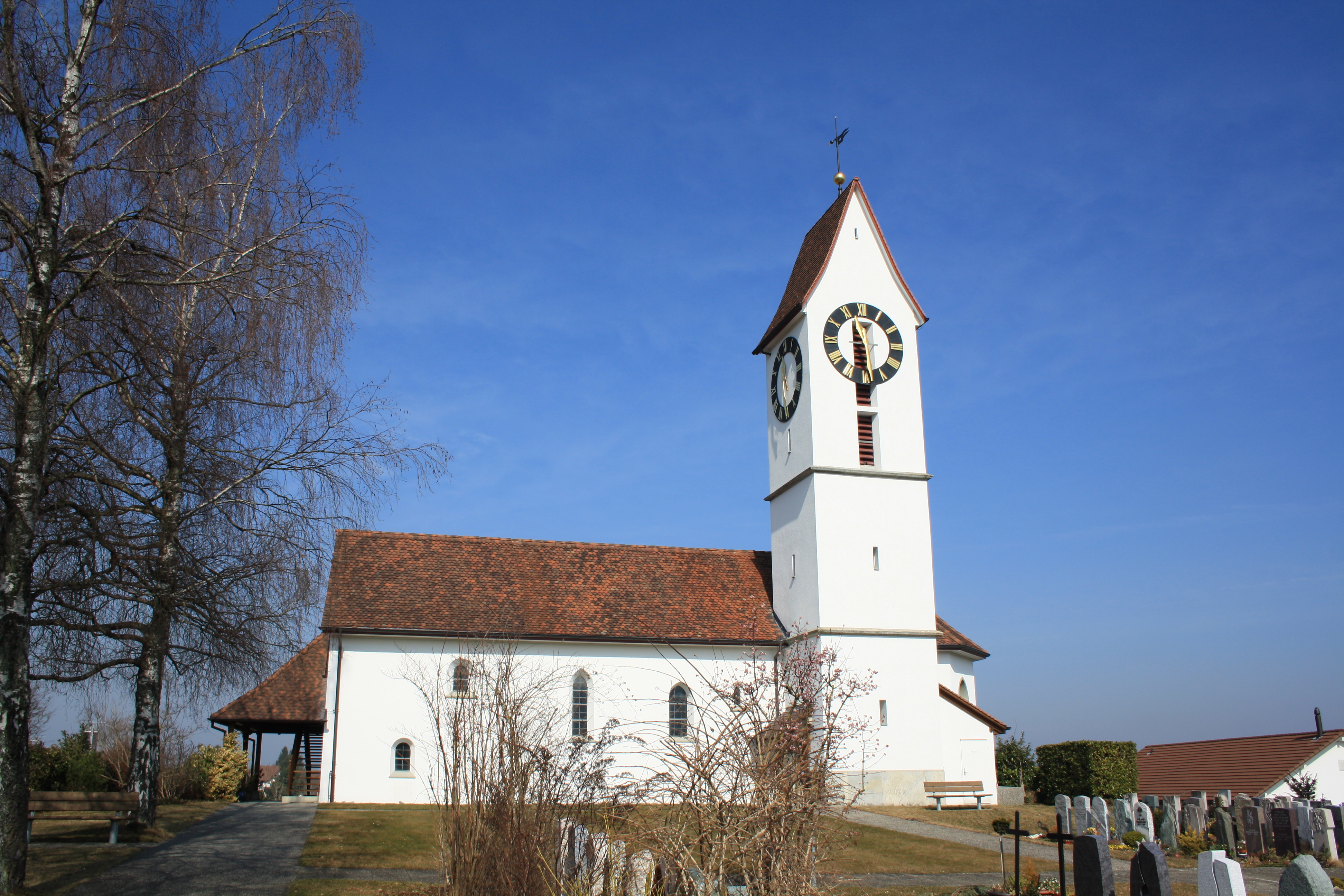
Kirche Leutwil

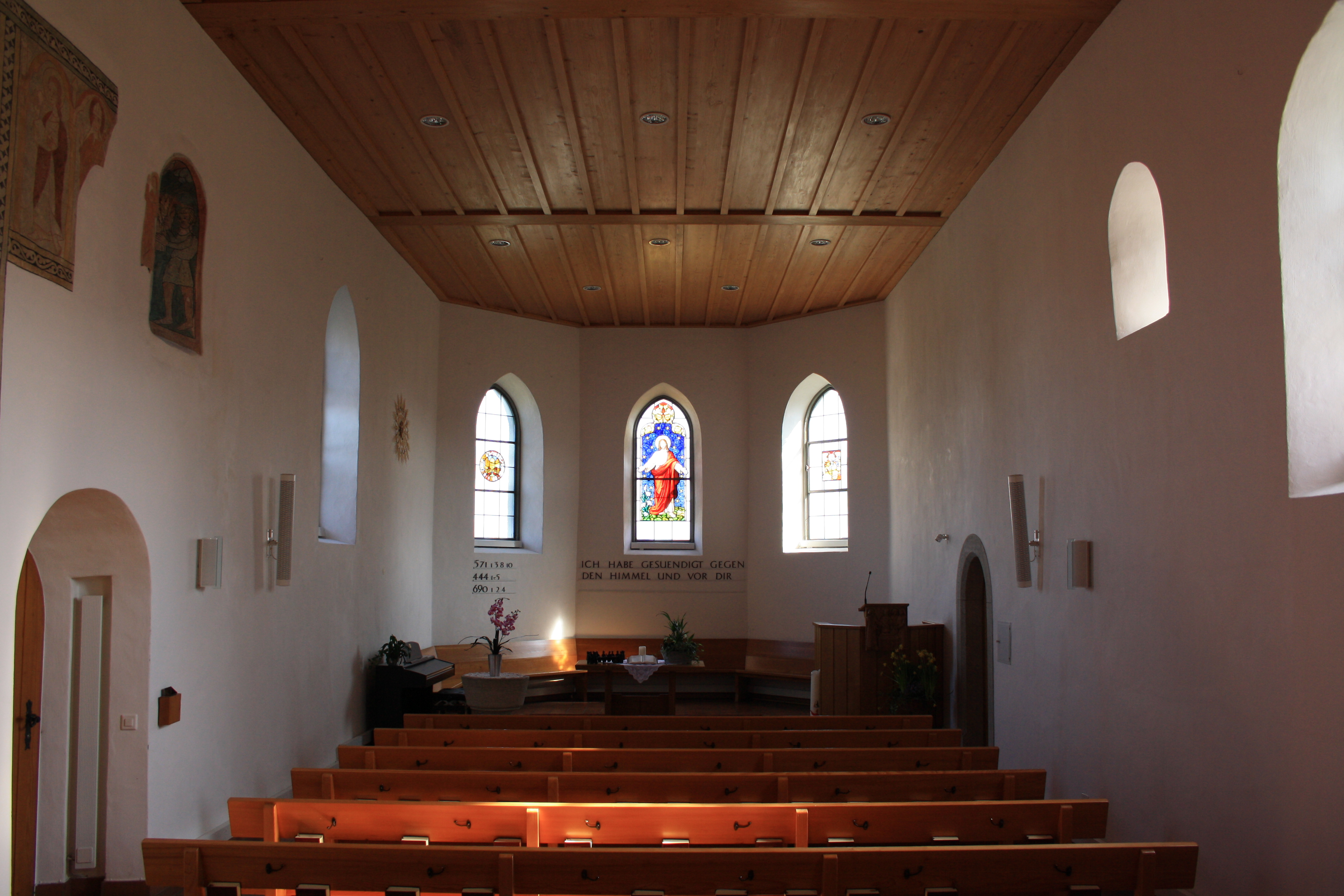
Kirchenschiff

Die reformierte Kirche Leutwil  ist die Dorfkirche der aargauischen Gemeinde Leutwil in der Schweiz.

## Geschichte
Die in ihrem ursprünglichen Bauzustand romanische Kirche geht mindestens auf das 12. Jahrhundert zurück. Ihre erste urkundliche Erwähnung erfolgte am 2. Juli 1273. Damals war die Kirche dem Heiligen Stephanus geweiht, bis sich die Kirchgemeinde 1528 der Reformation anschloss. Als 1614 das Nachbardorf Dürrenäsch von der Pfarrei Kulm zur Pfarrei Leutwil kam, verlängerte man in den zwei folgenden Jahren das Kirchenschiff nach Westen verlängert und baute eine Empore ein. Zwischen 1897 und 1899 wurden die Apsis abgerissen, die Kirche nach Osten erweitert und ein Chor angebaut sowie der Kirchturm errichtet. Die letzte Renovation der Kirche wurde 2001 durchgeführt.
Von 1913 bis 1920 war Eduard Thurneysen hier Pfarrer.

## Ausstattung
Die Kirche steht auf einem nach drei Seiten abfallenden Moränenausläufer und präsentiert sich durch die beiden vorgenommenen Erweiterungen als langes, schmales Gebäude unter einem durchgehenden Satteldach. An der Südseite ragt der viergiebelige Kirchturm mit Spitzhelm empor. Im Innern schliesst sich das Kirchenschiff übergangslos an den um zwei Stufen erhöhten Chor an. Bei der Innenrenovation 1937 kamen kunsthistorisch wertvolle Fresken aus dem 12. bis 15. Jahrhundert zum Vorschein. Diese versetzte man bei der Gesamtrenovation von 1961 bis 1963 an die Nordwand.
Im Glockenstuhl des Kirchturms sind fünf Glocken. Die ersten drei wurden nach dem Bau des Kirchturms 1897 aufgezogen, zwei weitere nach dem Umbau des Turmes 1963. Die Walcker-Orgel wurde 1966 eingebaut.